# Liste des forteresses du Maroc
 (novembre 2019).
Si vous disposez d'ouvrages ou d'articles de référence ou si vous connaissez des sites web de qualité traitant du thème abordé ici, merci de compléter l'article en donnant les références utiles à sa vérifiabilité et en les liant à la section « Notes et références ».
Cette page propose une liste non exhaustive des forteresses du Maroc.
| Nom                     | Municipalité ou Ville        | Lieu                | Datation      | Photo |
| ----------------------- | ---------------------------- | ------------------- | ------------- | ----- |
| Ksar d'Aït-Ben-Haddou   | Ouarzazate                   | Aït-ben-Haddou      | XVIIe siècle  |       |
| Kasbah Tamnougalt       | Zagora                       | Agdz                | 1750          |       |
| Kasbah An-Nouar         | Fès                          | Fès                 | XIIe siècle   |       |
| Kasbah Boulaouane       | Settat                       | Boulaouane          | 1710          |       |
| Agadir Imchguiguilne    | Province de Chtouka-Aït Baha | Ait Baha            | 1400          |       |
| Kasbah des Oudayas      | Rabat                        | Rabat               | XIIè siècle   |       |
| Kasbah d'Agadir         | Agadir                       | Agadir              | 1540          |       |
| Casa del Mar            | Tarfaya                      | Tarfaya             | 1882          |       |
| Kasbah de Télouet       | Télouet                      | Télouet             | XVIIIe siècle |       |
| Kasbah de Tifoultoute   | Tarmigt                      | Tarmigt             | XVIIIe siècle |       |
| Kasbah Cherarda         | Fès                          | Fès                 | 1664          |       |
| Kasbah Tadla            | Kasba Tadla                  | Kasba Tadla         | 1086          |       |
| Kasbah de Mehdia        | Kénitra                      | Kénitra             | 1515          |       |
| Ksar Rgabi N'Ayt Hassou | M'Hamid El Ghizlane          | M'Hamid El Ghizlane | 1500          |       |
| Ksar Taourirt           | Ouarzazate                   | Ouarzazate          | 1754          |       |
| Kasbah de Béni Mellal   | Béni Mellal                  | Béni Mellal         | XVIIe siècle  |       |
| Kasbah de Debdou        | Debdou                       | Debdou              | XIIIe siècle  |       |
| Kasbah des Gnaouas      | Salé                         | Salé                | 1709          |       |
| Kasbah de Chefchaouen   | Chefchaouen                  | Chefchaouen         | XVe siècle    |       |
| Kasbah de Ait Abbou     | Skoura                       | Skoura              | XVIIIe siècle |       |
| Kasbah de Ait Ben Moro  | Skoura                       | Skoura              | XVIe siècle   |       |
| Kasbah d'Amerhidil      | Skoura                       | Skoura              | XVIe siècle   |       |
| Kasbah de Taliouine     | Taliouine                    | Taliouine           | XVe siècle    |       |
| Kasbah Ellouze          | Ait Ben Haddou               | Tamdaght            | 1653          |       |
| Dar el Makhzen          | Tanger                       | Tanger              | XVIIe siècle  |       |
| Kasbah de Tizourgane    | Tioulite                     | Tioulite            | XVIe siècle   |       |
| Cité Portugaise         | El Jadida                    | El Jadida           | 1502          |       |
| Kasbah Dar el Baroud    | Azemmour                     | Azemmour            | 1510          |       |
| Kasbah de Mohammédia    | Mohammédia                   | Mohammédia          | XVIIIe siècle |       |
| Ksar El Bahr            | Safi                         | Safi                | XVIe siècle   |       |
| Kasbah d'El Hajeb       | El Hajeb                     | El Hajeb            | XVIIIe siècle |       |
| Sqala du Port           | Essaouira                    | Essaouira           | 1769          |       |
| Sqala de la Kasbah      | Essaouira                    | Essaouira           | 1765          |       |
| Kasbah de Marrakech     | Marrakech                    | Marrakech           | 1147          |       |
| Kasbah de Meknès        | Meknès                       | Meknès              | XVIe siècle   |       |
| Médina de Rabat         | Rabat                        | Rabat               | 1284          |       |
| Chellah                 | Rabat                        | Rabat               | 1339          |       |
| Kasbah de Msoun         | Msoun                        | Guercif             | 1684          |       |